# Trachelipus lignaui
Trachelipus lignaui là một loài chân đều trong họ Trachelipodidae. Loài này được Verhoeff miêu tả khoa học năm 1918.